# Élections régionales de 1979 en Rhénanie-Palatinat
Les élections régionales de 1979 en Rhénanie-Palatinat (en allemand : Landtagswahl in Rheinland-Pfalz 1979) se tiennent le 18 mars 1979, afin d'élire les 100 députés de la 9e législature du Landtag pour un mandat de quatre ans.
Le scrutin est marqué par une nouvelle victoire de la CDU, qui conserve de justesse sa majorité absolue acquise en 1971. Le ministre-président Bernhard Vogel est alors investi pour un deuxième mandat.

## Contexte
Aux élections régionales du 9 mars 1975, la CDU du ministre-président Helmut Kohl réalise le meilleur résultat pour un parti dans l'histoire de la Rhénanie-Palatinat. Elle réunit en effet 53,9 % des suffrages exprimés, ce qui lui donne 55 sièges sur les 100 du Landtag.
Deuxième, le SPD de Wilhelm Dröscher est très nettement distancé, puisqu'il remporte 38,5 % des voix et 40 députés. Il devance ainsi le FDP de Hans-Otto Scholl, ancien allié de la CDU, qui confirme de justesse sa représentation parlementaire en totalisant 5,6 % des voix et cinq élus.
Kohl est ensuite investi pour un troisième mandat et forme un cabinet monocolore.
Après deux défaites électorales consécutives, Dröscher se met en retrait. À la fin de l'année 1975, il cède ainsi la présidence du groupe parlementaire du SPD à Karl Thorwirth mais se maintient comme président régional du parti.
Dans la perspective des élections fédérales du 3 octobre 1976, Kohl est investi chef de file de la CDU/CSU et postule donc aux fonctions de chancelier fédéral. Au cours du scrutin, les chrétiens-démocrates manquent de peu la majorité absolue au Bundestag et Helmut Kohl, au pouvoir dans le Land depuis 1969, décide de devenir président du groupe parlementaire fédéral. Le 2 décembre suivant, le président régional de la CDU et ministre de l'Éducation Bernhard Vogel est investi ministre-président.
Alors qu'il participe au 18e congrès fédéral du Parti social-démocrate à Hambourg, Wilhelm Dröscher meurt brutalement le 18 novembre 1977, à l'âge de 57 ans. Hans Schweitzer lui succède comme président du SPD de Rhénanie-Palatinat mais c'est l'ancien ministre fédéral de l'Éducation Klaus von Dohnanyi qui est choisi comme chef de file des sociaux-démocrates en 1979.

## Mode de scrutin
Le Landtag est constitué de 100 députés (en allemand : Mitglied des Landtags, MdL), élus pour une législature de quatre ans au suffrage universel direct et suivant le scrutin proportionnel d'Hondt.
Lors du scrutin, chaque électeur vote pour une liste de candidats présentée par un parti ou un groupe de citoyens dans sa circonscription, le Land en comptant un total de quatre dont la représentation varie entre 24 et 26 parlementaires.
Lors du dépouillement, l'intégralité des 100 sièges est répartie en fonction des voix attribuées aux partis, à condition qu'un parti ait remporté 5 % des voix au niveau du Land.

## Campagne

### Principales forces
| Parti | Parti                                                                              | Chef de file                        | Résultats de 1975          |
| ----- | ---------------------------------------------------------------------------------- | ----------------------------------- | -------------------------- |
|       | Union chrétienne-démocrate d'Allemagne Christlich Demokratische Union Deutschlands | Bernhard Vogel (Ministre-président) | 53,9 % des voix 55 députés |
|       | Parti social-démocrate d'Allemagne Sozialdemokratische Partei Deutschlands         | Klaus von Dohnanyi                  | 38,5 % des voix 40 députés |
|       | Parti libéral-démocrate Freie Demokratische Partei                                 | Hans-Otto Scholl                    | 5,6 % des voix 5 députés   |

## Résultats

### Voix et sièges
| Parti                             | Parti                                        | Voix      | Voix  | Sièges  | Sièges        | Sièges | Sièges | Sièges |
| Parti                             | Parti                                        | Votes     | %     | Députés | +/-           |        |        |        |
| --------------------------------- | -------------------------------------------- | --------- | ----- | ------- | ------------- | ------ | ------ | ------ |
|                                   | Union chrétienne-démocrate d'Allemagne (CDU) | 1 094 480 | 50,10 | 51      | 4             |        |        |        |
|                                   | Parti social-démocrate d'Allemagne (SPD)     | 923 965   | 42,30 | 43      | 3             |        |        |        |
|                                   | Parti libéral-démocrate (FDP)                | 139 248   | 6,37  | 6       | 1             |        |        |        |
|                                   | Autres                                       | 26 847    | 1,23  | 0       | en stagnation |        |        |        |
|                                   |                                              |           |       |         |               |        |        |        |
| Votes valides                     | Votes valides                                | 2 184 540 | 98,76 |         |               |        |        |        |
| Votes blancs et nuls              | Votes blancs et nuls                         | 27 322    | 1,24  |         |               |        |        |        |
| Total                             | Total                                        | 2 211 862 | 100   | 100     | en stagnation |        |        |        |
| Abstentions                       | Abstentions                                  | 505 189   | 18,59 |         |               |        |        |        |
| Nombre d'inscrits / participation | Nombre d'inscrits / participation            | 2 717 051 | 81,41 |         |               |        |        |        |